# Ana Mariscal
Ana María Rodríguez-Arroyo Mariscal, conocida artísticamente como Ana Mariscal (Madrid, 31 de julio de 1923-ibíd., 28 de marzo de 1995), fue una actriz, directora, productora cinematográfica y escritora española. Los críticos la valoran como una de las mejores directoras del cine europeo del siglo XX.

## Biografía
Debutó en el cine por casualidad: siendo estudiante de Ciencias Exactas acompañó a su hermano, el actor Luis Arroyo, a las pruebas para el rodaje de una coproducción hispano-italiana, El último húsar (1940), de Luis Marquina; el director se fijó en ella y decidió darle el segundo papel femenino del filme. Un año después protagonizó Raza, de José Luis Sáenz de Heredia, junto a Alfredo Mayo, y se convirtió en una de las grandes estrellas del cine español del momento. Inició así una trayectoria plagada de grandes éxitos en la pantalla grande que se prolongó durante más de una década. 

## Obra
En la década de los años 40 rodó, entre otras, La florista de la reina (1940), de Eusebio Fernández Ardavín, Vidas cruzadas (1942), de Luis Marquina; Mañana como hoy (1947), de Mariano Pombo; La princesa de los Ursinos (1947), de Luis Lucia; El tambor del Bruch (1948), de Ignacio F. Iquino; Pacto de silencio (1949), de Antonio Román; Un hombre va por el camino (1949) de Manuel Mur Oti. Durante el rodaje de esta última conoció a Valentín Javier García-Fernández, con quien contrajo matrimonio en 1954.
Compaginó su presencia en la gran pantalla con notables interpretaciones sobre los escenarios, donde había debutado al inicio de la década en el Teatro María Guerrero, de la mano de Luis Escobar. En 1945, Ana Mariscal representó en Valladolid Don Juan Tenorio de José Zorrilla. Por las noches interpretaba a Doña Inés, pero por las tardes se atrevió con el papel de Don Juan, lo cual fue tachado por algunos de «irreverente», llegando a realizarse un juicio literario contra ella, con acusador, defensor y tribunal. Fue absuelta de su «osadía», gracias a la intervención de Alfredo Marqueríe. En 1947 representó Yerma, de Federico García Lorca, en Barcelona.
Al iniciarse la década de los cincuenta, comenzó a espaciar sus apariciones como actriz y creó la productora Bosco Films. Poco después comenzó a producir, dirigir y escribir los guiones de sus propias películas: Segundo López, aventurero urbano (1953); Misa en Compostela (1954); Con la vida hicieron fuego (1959); La quiniela (1960). En 1963, con El camino, basada en la novela de Miguel Delibes, y rodada con muy pocos medios, logró el reconocimiento de la crítica a su labor detrás de la cámara. Esta película fue redescubierta para el gran público en 2021, al ser presentada dentro de la sección de películas clásicas de la historia del cine del Festival de Cannes, donde se exhibió una copia digitalizada.
Además de sus propias películas rodó otras a las órdenes de diferentes directores, si bien de manera mucho más esporádica; estuvo presente, pues, en títulos de enorme repercusión comercial en su momento, como Jeromín (1953) y  Morena Clara (1954), ambas de Luis Lucia; Un día perdido (1954), de José María Forqué; 

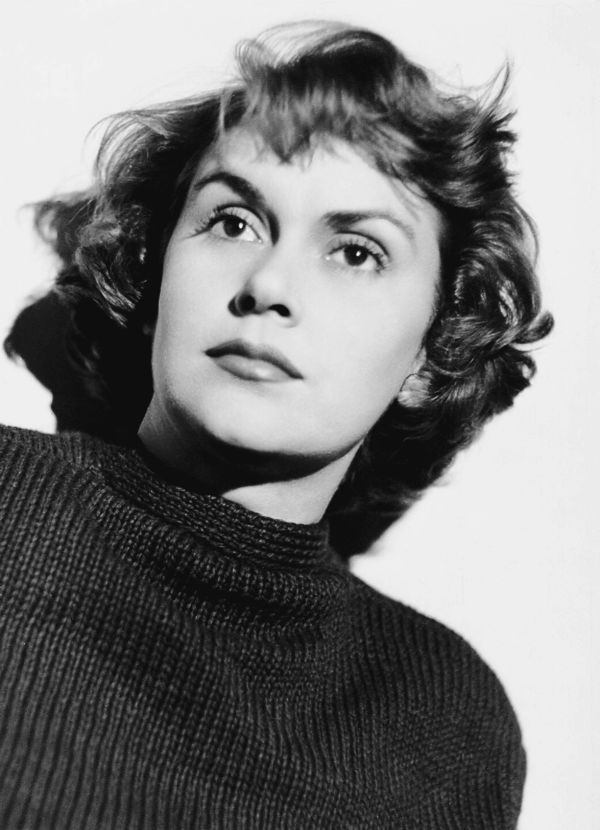
Ana Mariscal, 1952.

Tras la boda en 1954, la pareja marchó a Argentina, donde permaneció dos años. Mariscal trabajó allí en algunas películas: En carne viva, Bacará, de Kurt Land; Enigma de mujer, de Enrique Cahen Salaberry; Los maridos de mamá, de Edgardo Togni. También apareció en televisión, e interpretó en el teatro obras de Federico García Lorca, al que había conocido cuando tenía 13 años, al ser Lorca amigo de su hermano, Luis Arroyo.
De vuelta a España, trabajó en películas de su propia productora, además de aceptar esporádicamente papeles en obras de otros directores: La violetera (1958), de Luis César Amadori o La reina del Chantecler (1958). Dio también clases de interpretación en el IIEC (Instituto de Investigaciones y Experiencias Cinematográficas) entre 1957 y 1960.
En sus últimos años vivió voluntariamente apartada del mundo del espectáculo y se dedicó por completo a la literatura. Escribió Cincuenta años de teatro en Madrid, en 1984, y Hombres, en 1992.
Falleció el 28 de marzo de 1995 a los 71 años en un hospital de Madrid a causa de un cáncer. Fue enterrada al día siguiente en el Cementerio de La Almudena. Su marido Valentín Javier García-Fernández (productor y fotógrafo) (1921-2012) falleció a los 91 años y fue incinerado en el mismo cementerio.

## Premios y reconocimientos
Medallas del Círculo de Escritores Cinematográficos
| Año  | Categoría              | Película                            | Resultado |
| ---- | ---------------------- | ----------------------------------- | --------- |
| 1945 | Mejor actriz principal | Una sombra en la ventana ¡Culpable! | Ganadora  |
| 1949 | Mejor actriz principal | Un hombre va por el camino          | Ganadora  |
| 1950 | Mejor actriz principal | De mujer a mujer                    | Ganadora  |

El Ayuntamiento de Madrid le puso su nombre  a una calle en el distrito de Rivas-Vaciamadrid. También Pozuelo de Alarcón (Madrid), y los municipios de Guadalajara y Cáceres poseen una calle con su nombre. 
En enero de 1995 se le concedió la  Medalla de Oro al mérito en las Bellas Artes.
El Festival de Cine de Ourense (OUFF) le otorgó en 2023 el Premio Memoria Histórica del Cine Español.

## Filmografía
| Año  | Título                           | Acreditada como | Acreditada como | Acreditada como | Dirección                  | Notas                                                      |
| Año  | Título                           | Intérprete      | Directora       | Productora      | Dirección                  | Notas                                                      |
| ---- | -------------------------------- | --------------- | --------------- | --------------- | -------------------------- | ---------------------------------------------------------- |
| 1940 | El último húsar                  | Sí              |                 |                 | Luis Marquina              | Coproducción hispano-italiana. Tít. orig: Amore di ussaro. |
| 1940 | La florista de la reina          | Sí              |                 |                 | Eusebio Fernández Ardavín  | Adaptación de la obra de teatro homónima                   |
| 1941 | Raza                             | Sí              |                 |                 | José Luis Sáenz de Heredia |                                                            |
| 1942 | ¡Qué contenta estoy!             | Sí              |                 |                 | Julio de Fleischner        |                                                            |
| 1942 | Siempre mujeres                  | Sí              |                 |                 | Carlos Arévalo             |                                                            |
| 1942 | Vidas cruzadas                   | Sí              |                 |                 | Luis Marquina              | Adaptación de la obra de teatro homónima                   |
| 1943 | Cuarenta y ocho horas            | Sí              |                 |                 | José María Castellví       |                                                            |
| 1944 | Cabeza de hierro                 | Sí              |                 |                 | Ignacio F. Iquino          |                                                            |
| 1945 | Una sombra en la ventana         | Sí              |                 |                 | Ignacio F. Iquino          | Premio CEC a la mejor actriz principal                     |
| 1945 | ¡Culpable!                       | Sí              |                 |                 | Ignacio F. Iquino          |                                                            |
| 1945 | Viento de siglos                 | Sí              |                 |                 | Enrique Gómez              |                                                            |
| 1945 | El obstáculo                     | Sí              |                 |                 | Ignacio F. Iquino          |                                                            |
| 1947 | Dulcinea                         | Sí              |                 |                 | Luis Arroyo                |                                                            |
| 1947 | Noche sin cielo                  | Sí              |                 |                 | Ignacio F. Iquino          |                                                            |
| 1947 | La princesa de los Ursinos       | Sí              |                 |                 | Luis Lucia                 |                                                            |
| 1948 | El tambor del Bruch              | Sí              |                 |                 | Ignacio F. Iquino          |                                                            |
| 1948 | Mañana como hoy                  | Sí              |                 |                 | Mariano Pombo              |                                                            |
| 1948 | La próxima vez que vivamos       | Sí              |                 |                 | Enrique Gómez              |                                                            |
| 1948 | La vida encadenada               | Sí              |                 |                 | Antonio Román              |                                                            |
| 1949 | Aquellas palabras                | Sí              |                 |                 | Luis Arroyo                |                                                            |
| 1949 | Pacto de silencio                | Sí              |                 |                 | Antonio Román              |                                                            |
| 1949 | Doce horas de vida               | Sí              |                 |                 | Francisco Rovira Beleta    |                                                            |
| 1949 | Un hombre va por el camino       | Sí              |                 |                 | Manuel Mur Oti             | Premio CEC a la mejor actriz principal                     |
| 1950 | De mujer a mujer                 | Sí              |                 |                 | Luis Lucia                 | Premio CEC a la mejor actriz principal                     |
| 1950 | La fuente enterrada              | Sí              |                 |                 | Antonio Román              |                                                            |
| 1951 | El gran galeoto                  | Sí              |                 |                 | Rafael Gil                 | Basado en la obra homónima de José Echegaray               |
| 1953 | Segundo López, aventurero urbano | Sí              | Sí              | Sí              | Ana Mariscal               | Coguionista                                                |
| 1953 | Jeromín                          | Sí              |                 |                 | Luis Lucia                 | Basado en la novela homónima de Luis Coloma                |
| 1953 | Vértigo                          | Sí              |                 |                 | Eusebio Fernández Ardavín  |                                                            |
| 1954 | Misa en Compostela               |                 | Sí              | Sí              | Ana Mariscal               | Documental. Locución: Ana Mariscal                         |
| 1954 | Morena Clara                     | Sí              |                 |                 | Luis Lucia                 |                                                            |
| 1955 | En carne viva                    | Sí              |                 |                 | Enrique Cahen Salaberry    | Película argentina                                         |
| 1955 | Un día perdido                   | Sí              |                 |                 | José María Forqué          |                                                            |
| 1955 | Bacará                           | Sí              |                 |                 | Kurt Land                  | Película argentina                                         |
| 1956 | De noche también se duerme       | Sí              |                 |                 | Enrique Carreras           | Película argentina                                         |
| 1956 | Los maridos de mamá              | Sí              |                 |                 | Edgardo Togni              | Película argentina                                         |
| 1956 | Enigma de mujer                  | Sí              |                 |                 | Enrique Cahen Salaberry    | Película argentina                                         |
| 1958 | La violetera                     | Sí              |                 |                 | Luis César Amadori         |                                                            |
| 1958 | Hay que bañar al nene            | Sí              |                 |                 | Edgardo Togni              | Película argentina                                         |
| 1958 | Patio andaluz                    | Sí              |                 |                 | Jorge Griñán               |                                                            |
| 1958 | Carlota                          | Sí              |                 | Sí              | Enrique Cahen Salaberry    | Basada en la obra homónima de Miguel Mihura                |
| 1959 | Juego de niños                   | Sí              |                 | Sí              | Enrique Cahen Salaberry    | Basada en la obra homónima de Víctor Ruiz Iriarte          |
| 1959 | Con la vida hicieron fuego       | Sí              | Sí              | Sí              | Ana Mariscal               | Diálogos.                                                  |
| 1959 | El magistrado                    | Sí              |                 |                 | Luigi Zampa                | Coproducción hispano-italiana. Tít. orig: Il magistrato    |
| 1960 | La quiniela                      | Sí              | Sí              | Sí              | Ana Mariscal               |                                                            |
| 1961 | Hola, muchacho                   | Sí              | Sí              | Sí              | Ana Mariscal               |                                                            |
| 1962 | Feria en Sevilla                 | Sí              | Sí              | Sí              | Ana Mariscal               |                                                            |
| 1962 | La reina del Chantecler          | Sí              |                 |                 | Rafael Gil                 |                                                            |
| 1962 | Occidente y sabotaje             | Sí              | Sí              | Sí              | Ana Mariscal               | Coguionista                                                |
| 1963 | El camino                        |                 | Sí              | Sí              | Ana Mariscal               | Primera adaptación cinematográfica de Miguel Delibes.      |
| 1964 | La otra mujer                    | Sí              |                 |                 | François Villiers          | Coproducción hispano-francesa. Tít. orig: L'autre femme    |
| 1966 | Los duendes de Andalucía         |                 | Sí              | Sí              | Ana Mariscal               | Coguionista                                                |
| 1966 | Vestida de novia                 | Sí              | Sí              | Sí              | Ana Mariscal               | Coguionista                                                |
| 1968 | El paseíllo                      | Sí              | Sí              | Sí              | Ana Mariscal               | Coguionista                                                |
| 1987 | El polizón del Ulises            | Sí              |                 |                 | Javier Aguirre             | Basada en el relato infantil homónimo de Ana María Matute  |

## Televisión
- Platea hogareña junto a Juan Carlos Thorry, en el ep. Los maridos de mamá.